# Паравійчук Андрій Григорович
Андрі́й Григо́рович Паравійчу́к (1 (14) жовтня 1901, село Бережанка, нині Чемеровецького району Хмельницької області — 26 серпня 1986, Кам'янець-Подільський) — український краєзнавець, бібліограф.

## Біографія
Народився 14 (1) жовтня 1901 року в селі Бережанка (нині Чемеровецького району Хмельницької області, Україна, тоді Кам'янецького повіту Подільської губернії).
Закінчив 1928 року Кам'янець-Подільський сільськогоспордарський інститут (нині Подільський державний аграрно-технічний університет).
1928–1933 — агроном, головний агроном Вінницького цукротресту, 1933–1941 — працівник Київського облрибтресту, 1944–1945 — начальник відділу Хмельницького облплану, 1945–1956 — на різних роботах. Від 1956 на пенсії у зв'язку з хворобою.
Підготував рукописний «Бібліографічний покажчик літератури і публікацій з історії Подільського краю (з найдавніших часів до 1964 р. включно)» (1965; 3400 назв літератури).